# Everclear
Everclear é uma banda de rock alternativo dos Estados Unidos formada em 1992 em Portland, Oregon.
Albúns
- World of Noise (1993)
- Sparkle and Fade (1995)
- So Much for the Afterglow (1997)
- Songs from an American Movie Vol. One: Learning How to Smile (2000)
- Songs from an American Movie Vol. Two: Good Time for a Bad Attitude (2000)
- Slow Motion Daydream (2003)
- Welcome to the Drama Club (2006)
- Invisible Stars (2012)
- Black Is the New Black (2015)